# Прапанча
Прапанча (индон. Empu Prapanca, яв. ꦩ꧀ꦥꦸꦥꦿꦥꦚ꧀ꦕ Prapanca, пали प्रपंचअ  Prapañca — «отверженный монах»), настоящее имя Дханг Ачарья Надендра (индон. Dhang Acarya Nadendra), также известен как Винада (индон. Winada, пали विनदा Vinada) — яванский поэт XIV в н. э. Известен как автор поэмы «Нагаракертагама» (Государство, основанное на священной традиции), прославляющей Хаяма Вурука, при котором достигла своего пика империя Маджапахит.
О Прапанче известно крайне мало. Прапанча — это псевдоним, основанный на сокращении Мапараб Прапа Чернобча из Нагаракртагамы (индон. Maparab Prapa Cernobca). Согласно историку Хади Сидомулио, настоящее имя поэта — Дханг Ачарья Надендра (индон. Dhang Acarya Nadendra), который был указан как Дхармадьякша Ринг Касогатан (индон. Dharmadyaksa Ring Kasogatan) в надписи 1358 года н.э. на Кангу периода Хайам Вурук, а также в надписи Секар, опубликованной несколько лет спустя. Смена неоднократная смена имени на различные псевдонимы была очень распространена в различных сословиях империи Маджапахит, особенно среди буддийского и индуистского духовенства, в первую очередь монахов, а также в некоторых случаях практикуется в современной Индонезии до сих пор. 
Достоверно известно, что Прапанча был сыном главы буддийского храма в Маджапахит. Он точно владел кави (литературная форма старояванского языка), пали (ритуальный язык буддизма школы Тхеравады). Его отцом был Дханг Ачарья Канакамуни (индон. Dhang Acarya Kanakamuni), дхармадьякша, который передал этот пост своему сыну после более чем 30-летнего служения. Сам Надендра сменил свое имя на Винада после того, как был уволен со своего поста из-за проявленного смущения, вызванного потерей поста королевского дхармадьякши. Из принадлежащих ему многочисленных произведений до нас дошла только историческая поэма «Нагаракертагама» 1365 года) на языке кави. В этой поэме Прапанча описывает ритуальное путешествие государя Хаяма Вурука и его придворных на восточную окраину Явы, прославляет величие государства Маджапахит, рассказывает о его общественно-политическом устройстве; в поэме описывается также жизнь и деятельности раджи Сингасари Кертанагары, стремившегося к объединению яванских княжеств.

## История изучения
Поэма была найдена голландским лингвистом и археологом Л. А. Брандесом в буддийском храме на острове Ломбок в 1894 году и издана им в 1902.